# Gerbera gossypina
Gerbera gossypina là một loài thực vật có hoa trong họ Cúc. Loài này được (Royle) Beauverd mô tả khoa học đầu tiên năm 1910.